# Llantas de magnesio

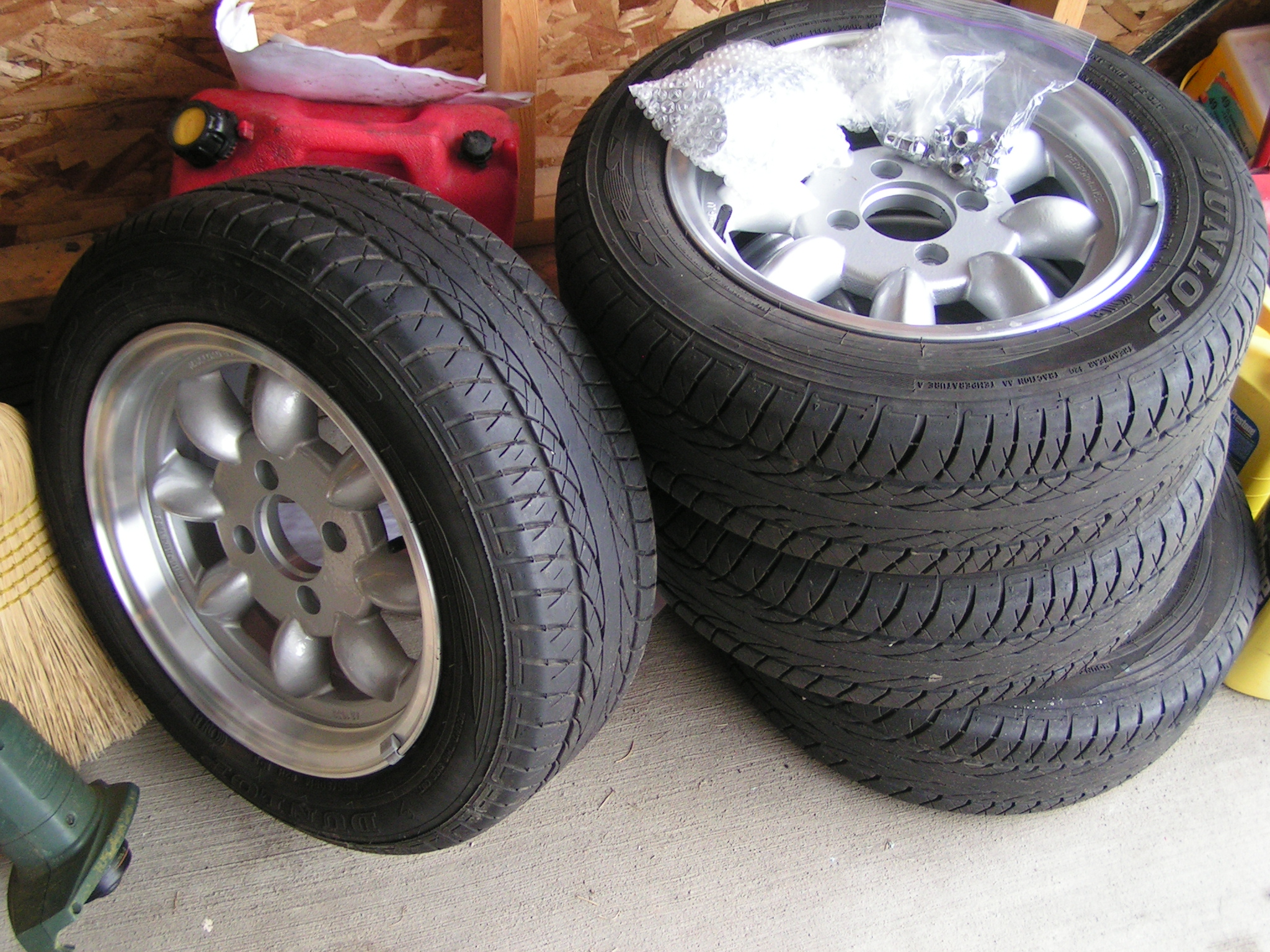
Réplica de unas clásicas llantas Minilite

Las llantas de magnesio se fabrican con aleaciones que contienen principalmente magnesio. Se producen por fundición (de forma que el metal fundido se introduce en un molde donde se solidifica) o por forja (cuando una barra prefabricada se deforma mecánicamente). El magnesio tiene varias propiedades clave que lo convierten en un atractivo metal utilizable como base para fabricar ruedas: ligereza; una alta capacidad de amortiguación y una alta resistencia específica. El magnesio es el material metálico estructural disponible más ligero. Es 1,5 veces menos denso que el aluminio, por lo que las llantas de magnesio pueden diseñarse para ser significativamente más ligeras que las llantas de aleación de aluminio, al tiempo que exhiben una resistencia comparable. Actualmente, todas las ruedas de competición están hechas de aleaciones de magnesio.

## Ruedas de magnesio fundido
Teniendo en cuenta su calidad generalmente inferior en comparación con las ruedas forjadas, la principal ventaja de las ruedas fundidas es el costo de producción relativamente bajo. Y aunque las ruedas fundidas son más asequibles que las forjadas, las ruedas fundidas son más pesadas que las forjadas para una carga requerida determinada. Los defectos de fabricación que se encuentran en las ruedas fundidas incluyen cavidades o porosidad y una microestructura metalúrgica diferente, lo que implica un tamaño de grano más grande. Las ruedas fundidas tenderán a fracturarse con un impacto a alta velocidad, mientras que las ruedas forjadas tenderán a doblarse. Las ruedas fabricadas por fundición se siguieron utilizando en carreras de élite como la Fórmula 1, Indycar, BTCC, Moto GP y World Superbike hasta mediados de la década de 1990, cuando se prefirió la tecnología de las ruedas forjadas. 

## Ruedas de magnesio forjado
Las ruedas de magnesio forjado se fabrican deformando mecánicamente (forjando) barras preformadas, utilizando una poderosa prensa de forja. Existen varias técnicas de forjado algo diferentes, todas ellas comprenden un proceso/operación de múltiples pasos. El forjado resultante se mecaniza posteriormente (torneado y fresado) en la forma final de la llanta, eliminando el exceso de metal de la pieza forjada. Una rueda de magnesio forjada es un 25 por ciento más ligera que una rueda fabricada por fundición. La principal desventaja de las ruedas forjadas es su alto costo de fabricación. Y debido a los costos típicamente altos de las ruedas terminadas, los conductores no profesionales rara vez compran ruedas forjadas para su uso regular en la carretera. 
Pero dado que las ruedas forjadas pueden diseñarse para ser más ligeras que las ruedas fundidas para una carga determinada, ofrecen economía de combustible y otras ventajas significativas. El proceso de forjado permite la alineación de las fibras metálicas y la optimización de la disposición del patrón direccional a lo largo de los radios de una rueda. Esto, junto con el tamaño de grano más pequeño, da como resultado propiedades mecánicas y características de rendimiento superiores, que hacen que las ruedas de magnesio forjadas sean muy populares tanto para las carreras de motor como para los entusiastas de la conducción. 

## Historia
Las ruedas originales de magnesio fundido se fabricaron a partir de la década de 1930 y su producción continúa en la actualidad. Algunas de las marcas más importantes que produjeron ruedas de magnesio en el pasado incluyen a Halibrand, American Racing, Campagnolo, Cromodora, Ronal, Technomagnesio y Watanabe. La popularidad de las ruedas de magnesio alcanzó su punto máximo en 1950-1960. Las ruedas de magnesio de mediados del siglo XX ahora se consideran clásicas y son muy buscadas por algunos entusiastas de los automóviles clásicos. Sin embargo, esas ruedas de magnesio resultaron poco prácticas porque eran propensas a la corrosión y se usaban principalmente en deportes de carreras. Después de la década de 1960, las llantas de magnesio fueron reemplazadas gradualmente por llantas de aleación de aluminio en el mercado masivo, pero no del mercado de llantas de competición. Muchos fabricantes de llantas de magnesio siguen funcionando. Muchas empresas continuaron la producción después de la década de 1960, aunque en cantidades menores. Los desarrollos científicos y de ingeniería modernos llevaron a mejoras significativas en las cualidades de las ruedas de magnesio, incluido el tratamiento anticorrosión de alta tecnología que extiende el ciclo de vida de una rueda para igualar o incluso superar el ciclo de vida de una rueda de aleación de aluminio comparable. El magnesio forjado comenzó a desplazar a las ruedas de magnesio fundido por gravedad en moldes de arena a mediados de los años 1990. A finales de esta década, Marchesini, DYMAG y Marvic suministraban ruedas fabricadas por fundición al mercado de élite de las carreras de motos. DYMAG también suministró a todos los coches Lola y Reynard de la Indycar hasta 1998. 

## Problemas comunes
Una desventaja notable que históricamente ha afectado a las ruedas de magnesio fue la susceptibilidad a la corrosión. Las recientes mejoras en la tecnología de tratamiento de superficies de magnesio han resuelto en gran medida los problemas de corrosión, hasta el punto de que algunos fabricantes ofrecen hoy una garantía de 10 años. 
Persiste un error común con respecto al peligro causado por la inflamabilidad del magnesio. Pero se han desarrollado nuevas aleaciones mejoradas durante los últimos cincuenta años, sin incidentes notificables de que las ruedas de magnesio se incendien. De hecho, la Administración Federal de Aviación de los EE. UU. Ha realizado pruebas de gran alcance durante la última década, concluyendo que la inflamabilidad potencial del magnesio ya no es una preocupación, e incluso ha dictaminado para permitir su uso en cabinas de aviones.
Con muchos desafíos resueltos con soluciones tecnológicas modernas, varias empresas, incluidas Brembo (Marchesini), BBS, OZ, Taneisya y SMW, están produciendo la próxima generación de llantas de magnesio forjadas fiables. Además, varios fabricantes de automóviles y motocicletas (fabricantes de equipos originales u OEM) han homologado con éxito ruedas de magnesio forjado para su uso como equipo original. Solo un número limitado de forjadores en el mundo tiene las grandes prensas necesarias para fabricar las piezas forjadas, a partir de las cuales se mecanizan ruedas de magnesio forjado. 

## Ruedas de magnesio del mercado de accesorios
DYMAG se fundó como Competition Wheels Limited a mediados de los años 1970. Fue la primera empresa en producir ruedas de magnesio fundido a presión por gravedad, que mejoró las propiedades mecánicas sobre las ruedas de magnesio fundido en moldes de arena. Fueron ampliamente utilizadas en Fórmula 1 y en GP500 (precursor de MOTO GP y World Superbikes). La empresa cambió su nombre a DYMAG Racing UK Limited durante los años 1980. A mediados de la década de 1990, el magnesio forjado desplazó a las ruedas de magnesio fundido a presión en el deporte del motor de élite. BBS (Washi Beam) y OZ (Tan Ei Sya) controlaron exclusivamente el suministro de forja de magnesio, lo que hizo que DYMAG comenzara a desarrollar comercialmente las primeras ruedas de motocicleta de compuesto de carbono del mundo en 1995 y, posteriormente, las primeras ruedas de carbono para automóviles en 2004. La compañía fue liquidada tras la Crisis Financiera Global en 2009, y se refundó como CSA Performance Wheels Limited, ahora DYMAG GROUP LIMITED en 2014. En la actualidad, DYMAG es un diseñador y fabricante líder de llantas de aluminio forjado para motocicletas de carreras, utilizadas en la BSB y en el TT de la Isla of Man, y llantas de compuesto de carbono para aplicaciones OEM de automóviles y motos, carreras y posventa. Las ruedas de magnesio y carbono han sido prohibidas por motivos de costo en World Superbike y muchas otras series de carreras, incluida la IOM TT. 

### Ruedas de magnesio Minilite
Las ruedas Minilite son ruedas de diseño de 8 radios, desarrolladas en 1962 para el Mini de BMC. Se eligió la aleación de magnesio para ahorrar peso, y las ruedas Minilite se convirtieron rápidamente en una opción popular para carreras y uso en carretera. Diseñado inicialmente para un vehículo específico, el patrón original de 8 radios se extendió posteriormente a varias dimensiones de tamaño para adaptarse a una gran variedad de vehículos. Utilizadas por equipos de carreras en Europa y Estados Unidos, las Minilite fueron unas de las ruedas de competición más populares de las décadas de 1960 y 1970. La producción a pequeña escala de llantas Minilite de aleación de magnesio continúa en la actualidad.

### Ruedas Speedline
Speedline es una marca establecida de llantas de aleación ligera para fabricantes de equipos originales, carreras (monoplaza y rally) y para el mercado de accesorios. Algunos modelos de llantas de carreras están hechos de aleación de magnesio fundida. 

### Marvic
Marvic es un fabricante italiano de llantas de aleación para motocicletas, entre las que se incluyen las de varios equipos de carreras. Con su propia fundición de magnesio interna, Marvic fabrica ruedas de magnesio fundidas y forjadas (así como de aluminio forjado). La compañía también ofrece llantas para motocicletas y automóviles antiguos, incluidas réplicas de modelos históricos, réplicas de modelos de Campagnolo y otras llantas en aleación de magnesio original.

### Washi Beam
Washi Beam Co. es un fabricante japonés que se especializó en ruedas forjadas para automóviles. Fundada en 1971, la empresa comenzó a forjar ruedas de carretera de aluminio en 1984 y ruedas de carreras de magnesio en 1992. La compañía afirma haber fabricado más de 24.000 llantas para equipos de Fórmula 1. Las ruedas de los coches de Fórmula 1 producidas por Washi Beam se distribuyen bajo la marca BBS. Washi Beam también suministra a numerosos fabricantes de equipos originales de automoción.

### Tan-ey-sya
Tan-ei-sya Co. es un fabricante japonés de llantas de aleación para automóviles que, según se informa, tiene una instalación de forja interna. La producción de ruedas forjadas de magnesio comenzó en 1990 y la empresa comenzó a suministrar piezas forjadas para la fabricación de ruedas de magnesio de Fórmula 1 en 1993. La marca TWS Forged se lanzó en 2010 para establecer la presencia del fabricante en el mercado de accesorios. Hay disponibles ruedas de magnesio forjado de una o varias partes.

### SMW
SMW Engineering (SMW Wheels) es un fabricante líder de ruedas forjadas de magnesio y piezas forjadas (semiacabadas). SMW suministra sus ruedas con etiqueta privada, junto con forjados de aluminio a varios fabricantes de ruedas de automóviles y motocicletas y a muchos equipos de deportes de motor, incluidos MotoGP y Fórmula 1. Según se informa, SMW tiene un proceso de forjado avanzado en prensas más grandes, lo que proporciona características mecánicas y de rendimiento más altas. La empresa utiliza un proceso de recubrimiento especial y ofrece una garantía de larga duración en sus productos. SMW también participa en la forja de piezas de aviones y componentes aeronáuticos.